# پرویز نورپناه
پرویز نورپناه پژوهشگرِ مهندسی نساجی و دانشیار دانشگاه صنعتی امیرکبیر است. او از پیش‌کسوتان رشتهٔ مهندسی نساجی در ایران محسوب می‌شود.
نورپناه از سال ۱۳۷۳ تا ۱۳۷۶ رئیس دانشگاه هرمزگان بود و مدتی نیز ریاست دانشگاه صنعتی امیرکبیر واحد تفرش را بر عهده داشت. او همسر فاطمه زیباکلام است.

## تحصیلات
نورپناه دوره ارشد نساجی و رنگرزی را در دانشگاه امیرکبیر، ارشد ریسندگی را در دانشگاه بردفورد و دکترای نساجی را در دانشگاه لیدز گذرانده‌است.

## کتاب‌ها
- مقدمه ای بر کاربرد الیاف در پزشکی
- مقدمه‌ای بر الیاف کربن
- مقدمه‌ای بر ویسکوالاستیسیته پلیمرها
- فیزیک نساجی